# Foho Lagarbesse
Der Foho Lagarbesse ist ein Berg in der osttimoresischen Gemeinde Bobonaro. Er liegt im Osten des Sucos Leolima (Verwaltungsamt Balibo), im Zentrum der Aldeia Bour und hat eine Höhe von 204 m. Er befindet sich zwischen dem Berg Taruik Solpo im Südwesten und dem Fluss Nunura im Osten. Der Laecouken fließt nördlich des Berges zum Nunura hin. Östlich des Berges liegt der Ort Sulilaco.